# 佐藤春夫 (実業家)
佐藤 春夫（さとう はるお、1951年4月3日 - ）は、日本の経営者。ミサワホーム社長を務めた。

## 来歴・人物
神奈川県出身。1976年に東北大学工学部建築学科を卒業し、1979年3月にミサワホームに入社した。1999年6月に取締役に就任し、2003年8月にはミサワホームホールディングス専務とミサワホーム社長に就任した。2007年10月にミサワホーム専務、2009年4月に東北ミサワホーム副社長を経て、同年5月には社長に昇格。